# 메로페 (항성)
메로페는 황소자리에 있는 항성으로 플레이아데스성단의 일원이다. 지구에서 약 440광년 떨어져 있다.
메로페는 분광형 B의 청색 준거성으로 겉보기 등급은 4.14이다. 리처드 힌클리 알렌은 이 별을 밝고 희며 보랏빛을 띤다라고 표현했다. 태양 광도의 630배 정도로 빛나며 표면 온도는 14,000 켈빈 수준이다. 메로페의 질량은 태양의 4.5배이며 반지름은 태양의 4배 이상이다. 메로페는 세페우스자리 베타형 변광성의 성질을 보여주며, 밝기는 0.01 등급 정도 요동친다.
메로페를 둘러싸고 있는 것은 메로페 성운으로도 불리는 NGC 1435이다. 이 성운의 일부를 플레이아데스성단이 지나치고 있는 중으로, 메로페 주변에서 가장 밝게 보이며 IC 349의 성표 명칭이 붙어 있다.